# Waroona Shire
Koordinaten: 32° 50′ S, 115° 55′ O

Das Shire of Waroona ist ein lokales Verwaltungsgebiet (LGA) im australischen Bundesstaat Western Australia. Das Gebiet ist 832 km² groß und hat etwa 4000 Einwohner (2016).
Waroona liegt an der Westküste des Staates etwa 100 Kilometer südlich der Hauptstadt Perth. Der Sitz des Shire Councils befindet sich in der Ortschaft Waroona, wo etwa 2400 Einwohner leben (2016).

## Verwaltung
Der Waroona Council hat acht Mitglieder. Sie werden von allen Bewohnern der LGA gewählt. Waroona ist nicht in Bezirke unterteilt. Aus dem Kreis der Councillor rekrutiert sich auch der Ratsvorsitzende und Shire President.